# Карл Фрайер фон Тюнген
Карл Фрайер фон Тюнген (на немски: Karl Freiherr von Thüngen) е германски генерал-лейтенант от Вермахта, участвал в опита за убийство на фюрера Адолф Хитлер от 20 юли 1944 г.

## Биография
По време на Втората световна война Тюнген служи на Източния фронт през 1942 г. и 1943 г. с 18-а танкова дивизия. На 6 април 1943 г. е награден с Железен кръст. На 20 юли 1944 г. е назначен от заговорниците за командир на защитната група III (Берлин) като наследник на арестувания генерал Йоахим фон Корцфлайш. Той не следва заповедите на заговорниците и по-късно взима участие в разпит на майор Ханс-Улрих фон Орцен, поддръжник на заговора под негова заповед.
Въпреки това впоследствие той е арестуван от Гестапо. Освободен от армията от съда и след това изправен пред Народна съдебна палата, където е осъден на смърт от Роланд Фрайслер на 5 октомври 1944 г. и разстрелян в затвора Бранденбург-Гьорден на 24 октомври 1944 г.